# Вифкен, Жан-Батист
Вифкен, Жан-Батист (фр. Jean-Baptiste Vifquain, 24 июня 1789, Турне — 31 августа 1854, Иври-сюр-Сен) — бельгийский инженер (при рождении — житель Австрийских Нидерландов, позднее — гражданин Франции и Объединённого Королевства Нидерландов, с 1830 года — гражданин Бельгии). Занимался строительством каналов, городским хозяйством, применением металлоконструкций в строительстве.

## Биография

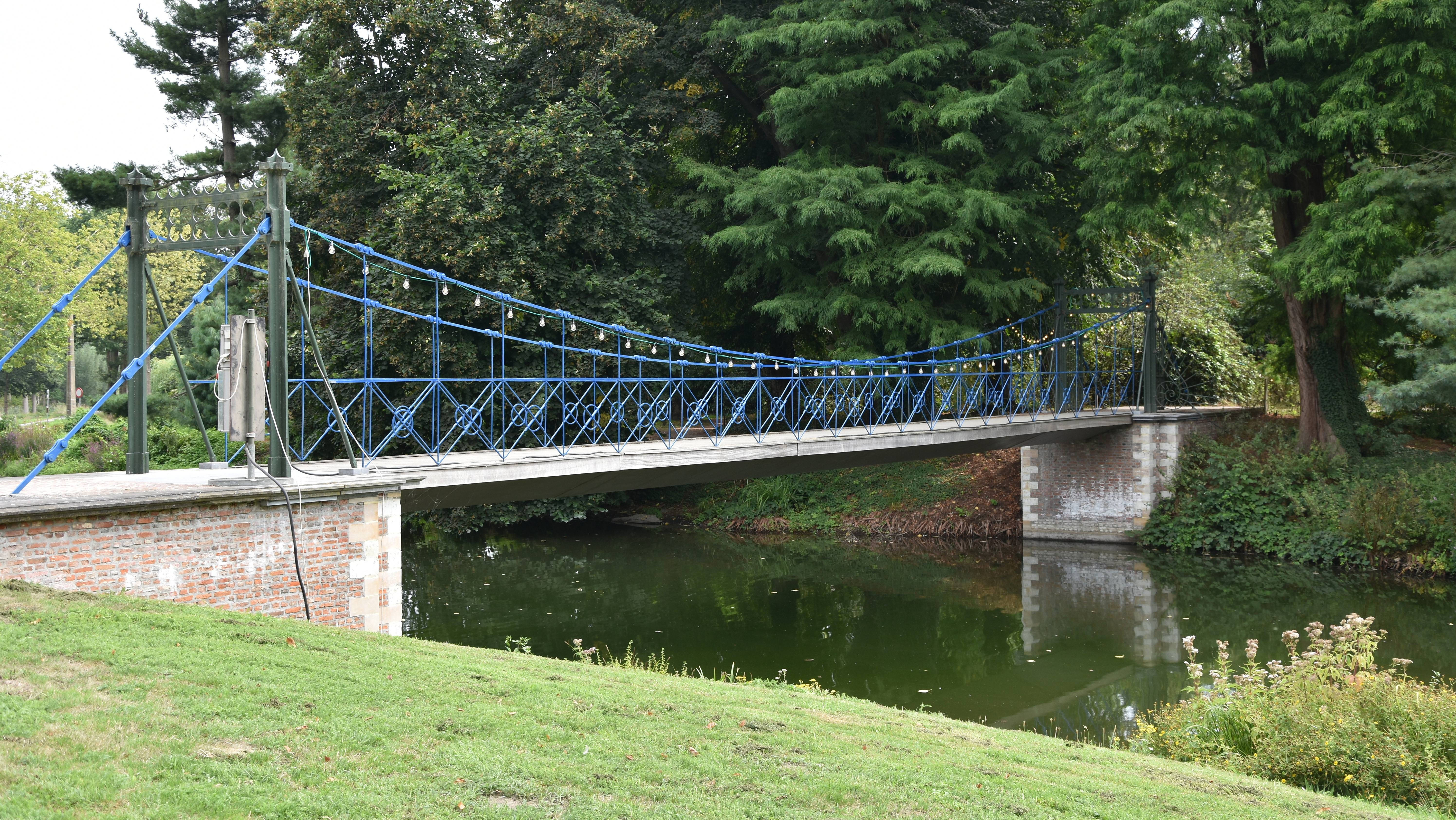
Железный мост Вифкена, замок Виссекерке

Жан-Батист Вифкен родился в Турне, который находился в тогдашних Австрийских Нидерландах. Вскоре после его рождения эти земли вошли в состав Франции. В молодости Вифкен поступил на службу во французскую армию, благодаря чему ему удалось получить инженерное образование Политехнической школе Франции.
Инженерная карьера Вифкена протекала в основном на территории современной Бельгии в то время, когда она входила в состав Франции, Нидерландов и после независимости в 1830 году.
В 1824 году по проекту Вифкена был построен железный висячий мост через ров замка Виссекерке в деревне Базель. Мост находился на частной территории, которая вместе с замком принадлежала бургграфу Вилену XIIII. Мост замка Виссекерке сохранился до сих пор, что делает его одновременно одним из самых первых, и одним из немногих сохранившихся висячих железных мостов начала XIX века.
Вскоре после независимости Бельгии в 1830 году Вифкен был назначен главным инженером проекта канала Шарлеруа — Брюссель. Этот канал имел важнейшее значение, поскольку он связывал важнейший промышленный и угледобывающий район Бельгии с Брюсселем и Антверпеном (по средствам канала Брюссель — Шельда). Канал был введён в строй в 1832 году. На строительстве канала Шарлеруа — Брюссель под руководством Вифкена работали инженеры Пьер Симонс и Гюстав Де Риддер. Впоследствии они стали авторами проекта строительства первых железных дорог в Бельгии.
Кроме того, Вифкен привлекался к градостроительным проектам реконструкции Брюсселя и развитию городского хозяйства. Он принимал участие в создании системы городского газового освещения Брюсселя. Кроме того, Вифкен был автором памятника битвы при Ватерлоо (кургана со скульптурой льва).
Вифкен рано осознал важность железа как строительного и конструктивного материала. Он поддерживал близкие отношения с промышленником Джоном Кокрилом. Вифкен принимал участие в ранних этапах планирования системы бельгийских железных дорог, но эта его деятельность была омрачена длительным конфликтом с инженерами более молодого поколения.
На протяжении всей свой жизни Вифкен был известен, как трудоголик. Чрезмерная рабочая нагрузка подорвала его здоровье (как физическое, так и душевное). Он умер 31 августа 1854 года во французском курорте Иври-сюр-Сен.